# Sequins in the Sun
Sequins in the Sun è il secondo album live del duo inglese voce-batteria The Creatures, registrato durante l'esibizione al Glastonbury Festival del 26 giugno 1999 e distribuito solo tramite internet nell'ottobre 2000.

## Tracce
Testi di Sioux, musiche dei Creatures, tranne ove indicato.
1. All She Could Ask For - 4:25
2. Disconnected - 4:12
3. Turn It On - 4:52
4. Take Mine - 3:36
5. Pinned Down - 3:39
6. Guillotine - 3:57
7. 2nd Floor - 6:32
8. Pluto Drive/Nightclubbing - 6:21 (Pop, Bowie)
9. Prettiest Thing - 4:40
10. Exterminating Angel - 6:01

## Formazione
- Siouxsie Sioux - voce, loop
- Budgie: batteria

### Altri musicisti
- Jane Pickup - basso, violino, cori
- Rob Holliday - basso, chitarra, cori